# Zussmanite
La zussmanite è un minerale.